# Pierre Séguier

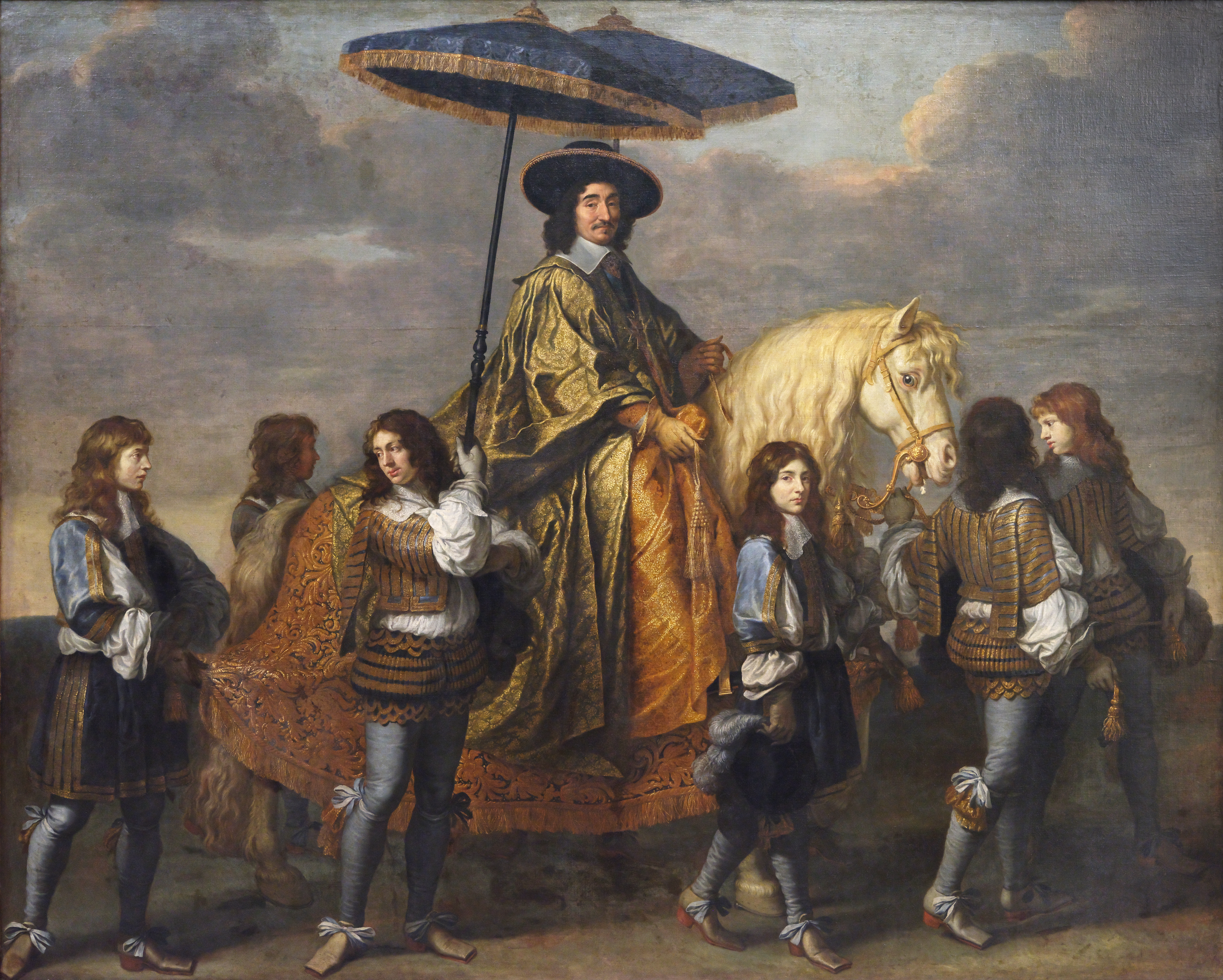
Der Kanzler Séguier beim Einzug Ludwigs XIV. in Paris im Jahre 1660 gemalt von Charles Le Brun

Pierre Séguier (* 28. Mai 1588 in Paris; † 28. Januar 1672 in Saint-Germain-en-Laye), Herzog von Villemor, war ein französischer Politiker, hoher Beamter und Kanzler von Frankreich, sowie Mitglied der Académie française (Fauteuil 1; 1635 bis 1643).
Er entstammte einer renommierten, ursprünglich aus dem Quercy kommenden, Juristenfamilie. Sein Großvater war Magistrat am Parlement de Paris (Gerichtshof). Nach dem frühen Tod des Vaters wurde der Schüler des Collège Henri-IV de La Flèche von seinem Onkel Antoine Séguier erzogen, ebenfalls Magistrat am „Parlement“.
Von 1621 bis 1624 war er Verwalter von Guayana. Seine juristische Karriere begann er als Ratgeber am Parlement de Paris, wo er im Jahr 1624 das Amt seines Onkels übernahm. Zu Zeiten Kardinal Richelieus wurde er im Jahre 1633 Siegelbewahrer und am 11. Dezember 1635 Kanzler. Er instruierte berühmte Prozesse, wie den gegen Cinq-Mars (1642) oder gegen Nicolas Fouquet (1661).
Seit 1631 interessierte er sich für die Werke von Charles Le Brun, dem er später das Studium der Kunst in Rom ermöglichte. Er war sein Mäzen, bis Le Brun im Jahr 1662 erster Hofmaler von Ludwig XIV. wurde.
Im Jahre 1639 wurde er mit der Niederwerfung der Revolte von Nus-Pieds in der Normandie beauftragt. Er organisierte ein striktes Unterdrückungssystem und ließ etliche Revolutionäre exekutieren.
Nach Richelieus Tod wurde er 1642 Schirmherr der Académie française, in der er seit 1635 als erste Person den Fauteuil (Sessel) Nr. 1 belegte. Die Académie versammelte sich zeitweilig in seinem Stadtpalast in der rue de Grenelle-Saint-Honoré.
Pierre Séguier starb am 28. Januar 1672 in Saint-Germain-en-Laye im Alter von 82 Jahren.
Charles Le Brun, der ihm mit dem „Reiterbildnis des Kanzlers Séguier“ (1660, Louvre, Originaltitel Portrait équestre du Chancelier Séguier) bereits ein glanzvolles Denkmal gesetzt hatte, ließ ihm durch die Académie royale de peinture et de sculpture ein opulentes Begräbnis ausrichten.
Seguiers bedeutende Bibliothek ging entsprechend der testamentarischen Verfügung in den Besitz der Abtei St. Germain-des-Prés über und bildet heute – die Graeca als Fonds Coislin – einen kostbaren Teil der Bibliothèque nationale de France. Seine privaten Aufzeichnungen wurden 1964 von Roland Mousnier herausgegeben (Lettres et mémoires adressées au chancelier Séguier (1633–1649)).
Aus seiner Ehe mit Madeleine Fabri (1597–1683), Tochter des Jean Fabri, Seigneur de Champauzé, hinterließ er zwei Töchter:
- Madeleine Séguier (1618–1710), ⚭ (1) 1634 Pierre César du Cambout, marquis de Coislin (⚔ 1641), ⚭ (2) Guy de Laval-Bois-Dauphin, marquis de Laval et de Sablé (⚔ 1646);
- Charlotte Séguier (1622–1704), ⚭ (1) 1639 Maximilien (III.) de Béthune, duc de Sully († 1662), ⚭ (2) 1668 Henri de Bourbon, duc de Verneuil († 1682).